# Mineral Hill
Der Mineral Hill (deutsch: Mineralhügel) ist ein 445 m hoher Hügel mit abgerundetem Gipfel auf der Tabarin-Halbinsel im Norden des Grahamlands auf der Antarktischen Halbinsel. Er ragt 2,5 km westlich der Trepassey Bay auf. Seine Flanken sind eisfrei und von Schutt bedeckt.
Wahrscheinlich wurde der Hügel erstmals bei der Schwedischen Antarktisexpedition (1901–1903) unter der Leitung Otto Nordenskjölds gesichtet. Wissenschaftler des Falkland Islands Dependencies Survey nahmen 1946 eine erste Kartierung vor und benannten den Hügel nach dem rötlichen Mineral, das dem Hügel seine charakteristische Farbe verleiht.